# Дубронивка
Дубро́нивка — малая река в Московской области России, правый приток реки Вожанки бассейна Рузы.
В книге «Реки и озёра Подмосковья» краеведа Бертиля Бертильевича Вагнера описывается как правый приток реки Рузы: длина около 10 км, берёт начало в 10 км юго-западнее села Середа, впадает в Рузу в 3 км выше Верхнерузского водохранилища, местность по берегам Дубронивки сильно пересечена и заросла красивыми смешанными лесами.
В каталоге рек и озёр Московской губернии Игнатия Адольфовича Здановского 1926 года река также указана как правый приток Рузы длиной 8 км и двумя левыми притоками.
Однако на современных картах Росреестра и ГосГисЦентра, равно как и в Государственном каталоге географических названий — правый приток реки Вожанки.
Протекает по территории городского округа Шаховская. Равнинного типа. Питание преимущественно снеговое. Дубронивка замерзает в ноябре — начале декабря, вскрывается в конце марта — апреле. На реке — деревня Дубранивка. Небольшой левый приток — речка Аксёновка.